# Niemcza

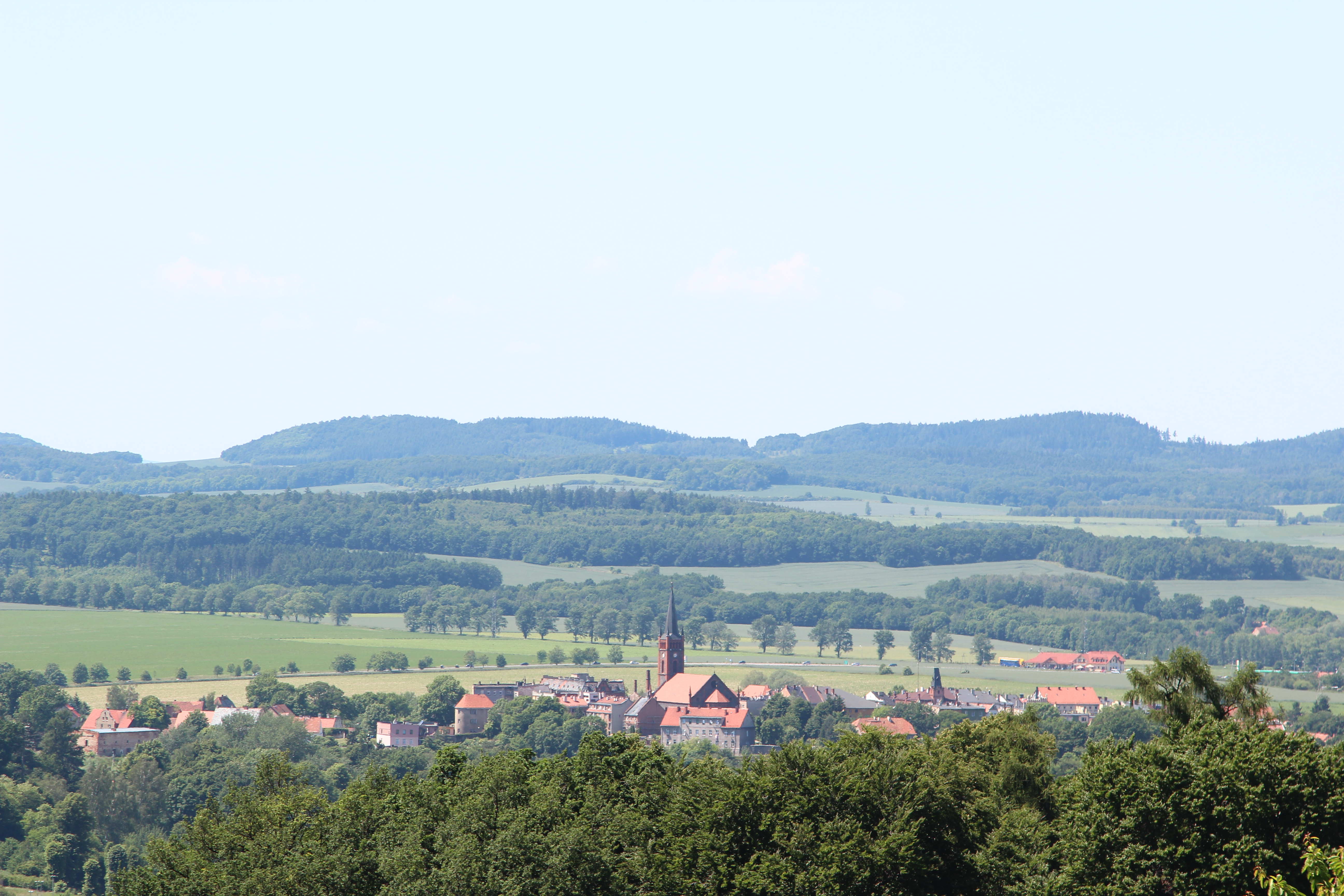
Stadt und landschaftliche Umgebung

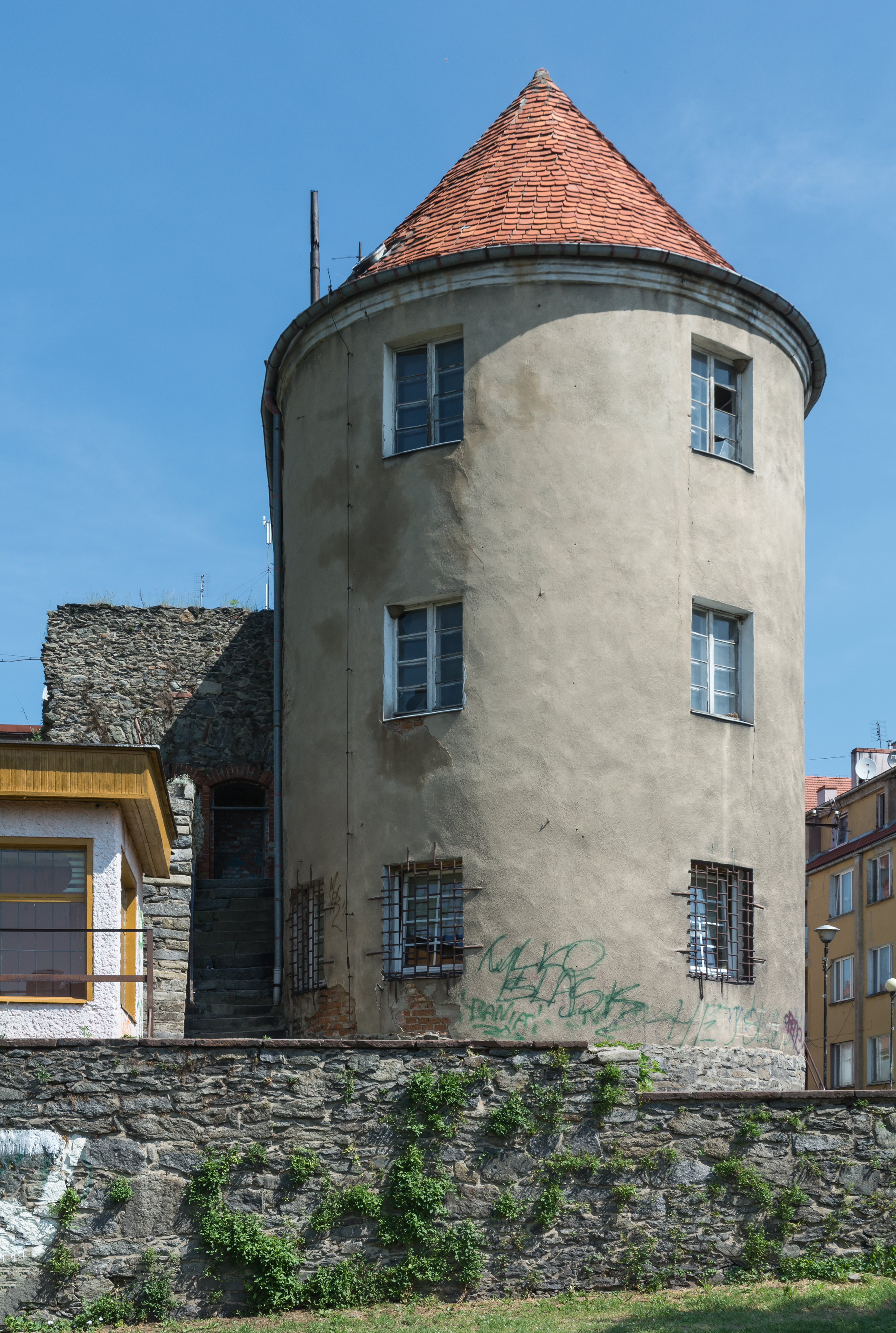
Turm des Obertors, Reste der mittelalterlichen Stadtbefestigung

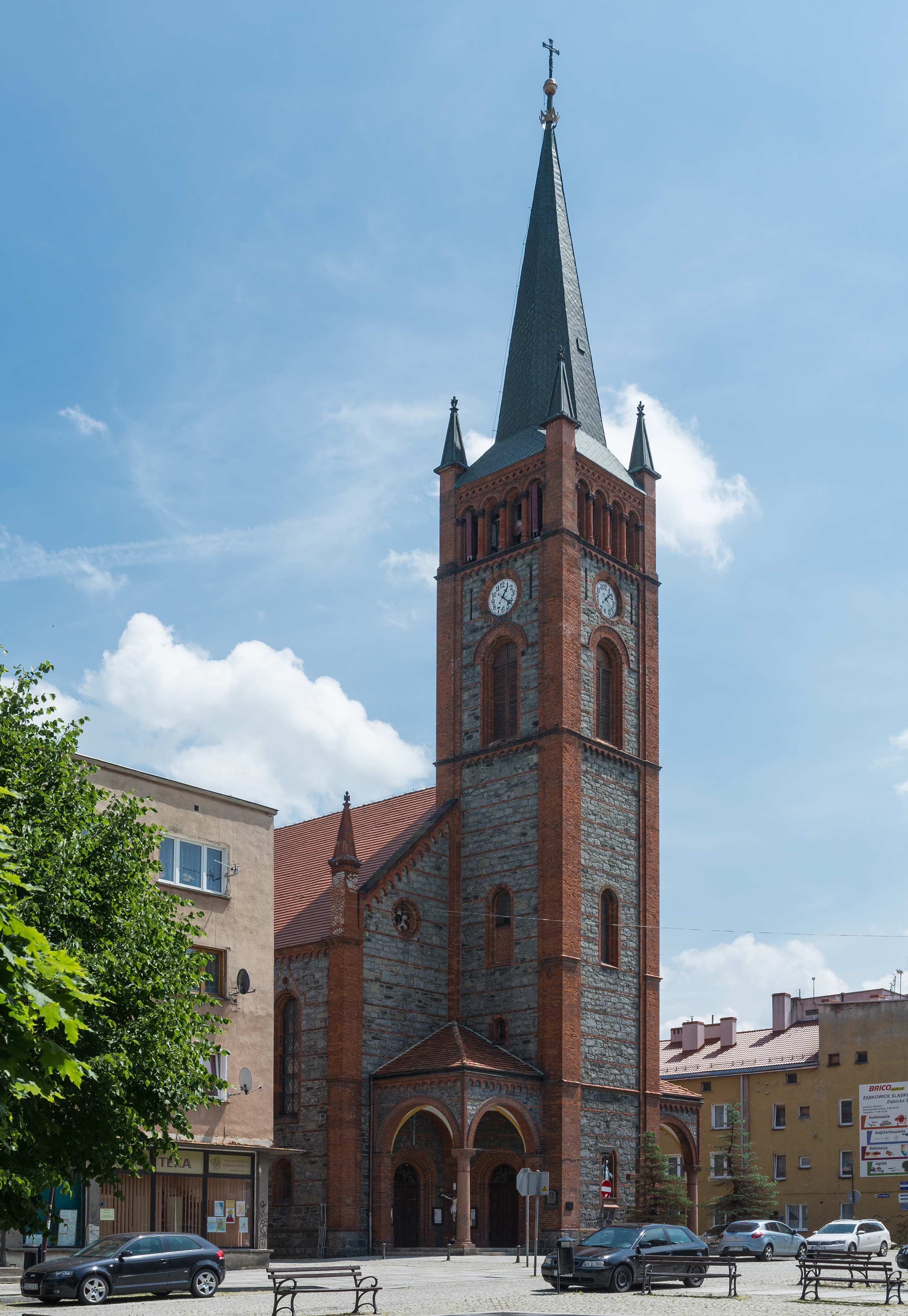
Mariä-Empfängnis-Kirche

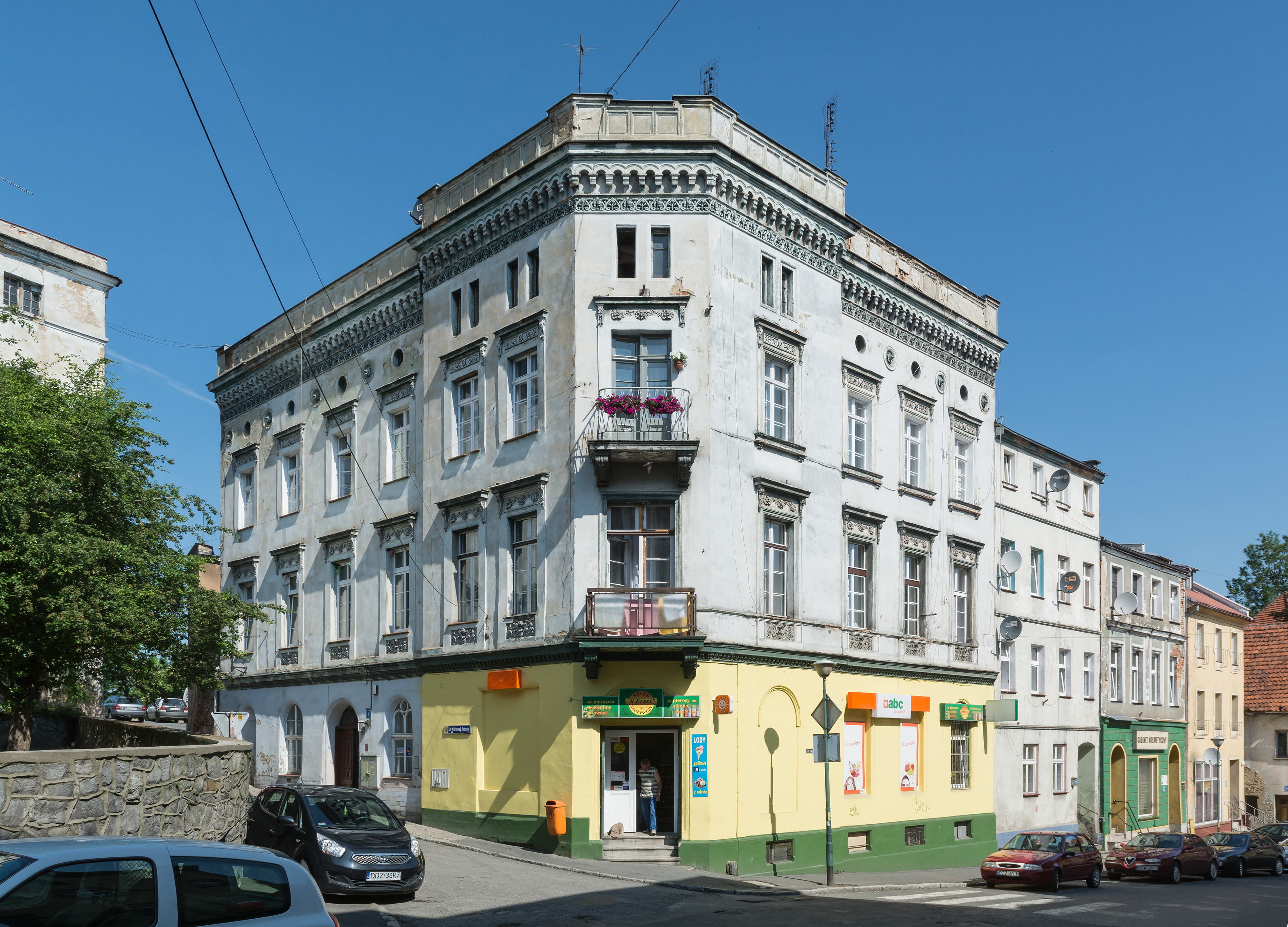
Wohnhäuser aus dem Ende des 19. Jahrhunderts

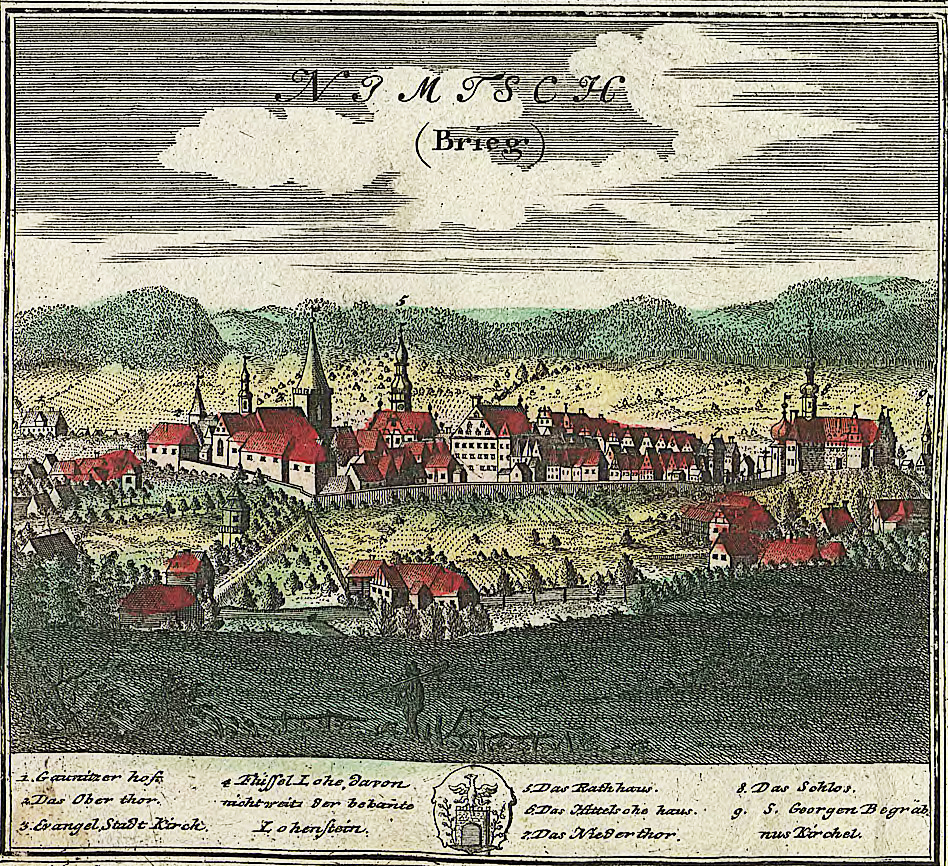
Friedrich Bernhard Werner: Nimptsch 1752

Niemcza [ˈɲɛmʧa] (deutsch: Nimptsch; tschechisch Němčí) ist eine Stadt im Powiat Dzierżoniowski der Woiwodschaft Niederschlesien in Polen. Sie ist Sitz der gleichnamigen Stadt- und Landgemeinde mit 5411 Einwohnern (Stand 31. Dezember 2020). Durch Niemcza verläuft in Nord-Süd-Richtung die Landesstraße 8.

## Geographische Lage
Die Stadt liegt im südwestlichen Teil Niederschlesiens an der Lohe (Ślęza), einem linken Nebenfluss der Oder, etwa 14 Kilometer östlich von Dzierżoniów (Reichenbach im Eulengebirge) und 50 Kilometer südlich von Breslau.

## Stadtteile
- Jasin (Johannisthal)
- Piotrkówek (Petrikau)
- Stasin (Pangel)

## Geschichte
Die Stadt war in der Frühzeit eine der bedeutendsten Siedlungen Schlesiens. Sie lag ursprünglich am „Böhmersteig“, einem uralten Verbindungsweg, der von Prag über Königgrätz, Glatz und Breslau zur Ostsee führte.
Erste Besiedlungsfunde der Lausitzer Kultur stammen aus der Bronzezeit. Etwa 1000 v. Chr. wurde auf dem Stadtberg oberhalb der Lohe eine erste Burganlage errichtet, die um 500 v. Chr. zerstört wurde. Im 4. Jahrhundert entstand auf dem Berg eine befestigte Ansiedlung als Gauort der Silinger, die als einzige bekannte im ostdeutschen Raum gilt. Sowohl durch Grabungen von 1935 bis 1936 als auch von 1960 bis 1965 wurde bestätigt, dass sich Sippen der Silinger nicht der Völkerwanderung angeschlossen hatten, sondern in einem Siedlungsraum zwischen dem Zobtenberg (mons Silencii) und der Lohe (Selenza) verblieben waren. Zur Zeit der slawischen Besiedlung im 6. Jahrhundert entstand der Name der Siedlung aus dem Wort Nemzi („Stumme“, „Fremde“) für die hier lebenden Germanen. Um 700 hat sich diese Kultur mit der slawischen vermischt, wie Funde einer slawischen Burganlage bestätigen. Nemzi wurde zum Hauptort des Gaues der Slensanen.
990 wurde die zuvor zu Böhmen gehörende Burg Nimptsch von den Polen erobert. Der dabei von Monachus Sazavensis aus dem Kloster Sázava schriftlich belegte Ortsname Nemzi stellt den ältesten überlieferten Ortsnamen in Schlesien dar. Die strategisch bedeutsame Anlage am Hauptverkehrsweg nach Böhmen spielte bei den Ansprüchen Böhmens und Polens auf Schlesien eine gewichtige Rolle. 1017 berichtete Thietmar von Merseburg von einer vergeblichen Belagerung durch Kaiser Heinrich II. Ebenso scheiterte Herzog Břetislav II. von Böhmen im Jahre 1093 bei seiner beabsichtigten Besetzung Schlesiens. Die Burg verblieb in polnischem Besitz. Der 1137 in Glatz zwischen dem polnischen Herzog Bolesław III. „Schiefmund“ und dem böhmischen Herzog Soběslav I. abgeschlossene Pfingstfrieden von Glatz wurde in Nimptsch feierlich besiegelt.
Als nach dem Tod des Herzogs Bolesław III. „Schiefmund“ Polen in einzelne Teilgebiete zerfallen war, gelangte Schlesien 1138 an Herzog Władysław II., der die Linie der Schlesischen Piasten begründete und erster Herzog des Herzogtums Schlesien war. Während seiner Vertreibung erhielt Nimptsch 1155 eine Kastellanei, deren Bezirk etwa die Grenzen der späteren Landkreise Strehlen, Frankenstein und Reichenbach umfasste. Auf dem Stadtberg befanden sich neben der hölzernen Kastellansburg mit der Peterskapelle noch eine Stadtsiedlung in der in Großmähren üblichen steinernen Bauweise innerhalb der Wallanlagen sowie ein vorgelagerter Marktflecken um die nach 1039 gegründete Adalbertkirche. Direkter Besitz der Kastellane waren die Wasserburg Vogelgesang und die Güter Woislowitz und Pangel.
Da nach dem Tod des Seniorherzogs Mieszko III. das für Gesamtpolen seit 1138 geltende Senioratsprinzip aufgegeben wurde, erlosch 1202 die staatsrechtliche Verbindung der schlesischen Gebiete zu Polen. Bei der Teilung des Herzogtums Schlesiens gelangte Nimptsch 1249 an das Herzogtum Breslau, das an Herzog Heinrich III. gefallen war. Während der deutschen Besiedlung im 13. Jahrhundert entstand auf der altpolnischen Anlage ein eingeengtes Städtchen, das 1282 Stadtrecht erhielt und neben dem sich um die Adalbertkirche die Altstadt, ein polnisches Waldhufen- und Stadtdorf entwickelte. Die 1295 begründete Marienkirche (nach der Reformation Peter- und Paul-Kirche) der Stadt war der Adalbertkirche unterstellt und wurde von der polnischen und deutschen Bevölkerung gemeinsam, aber getrennt genutzt. Zum gleichen Zeitpunkt entstand die heute noch teilweise erhaltene Stadtmauer mit zwei Stadttoren, und anstelle der Burg entstand das Stadtschloss in steinerner Bauweise.
Nach der Teilung des Herzogtums Breslau 1311 gehörte Nimptsch zum Herzogtum Brieg, das an Herzog Boleslaw III. zugeteilt wurde. Am 22. Mai 1322 verpfändete er Stadt und Weichbild Nimptsch an Bernhard II. von Schweidnitz, von dem das Pfandrecht 1326 an seinen Bruder Bolko II. überging. Er benutzte während seiner Fehden mit dem Böhmenkönig Johann von Luxemburg die günstige Lage von Nimptsch zur Sperrung einer Teilstrecke der Straße von Glatz nach Breslau.
Zusammen mit dem Herzogtum Brieg unterstellte Herzog Boleslaw am 9. Mai 1329 Nimptsch unter die Lehenshoheit der Krone Böhmen, was 1335 mit dem Vertrag von Trentschin bestätigt wurde. Bei dem im 15. Jahrhundert einsetzenden Niedergang des Herzogtums Brieg durch Aufsplittung in mehrere Teilherzogtümer und Herrschaften entging Herzog Ludwig III. nur dadurch dem Verlust der Fürstenwürde, dass das für ihn errichtete Herzogtum Nimptsch nicht zustande kam, weil 1430 die Hussiten die Stadt besetzt hatten. Erst 1434 gelang ihm in der siebenten Belagerung die Einnahme von Nimptsch, das anschließend geschleift wurde. Im Jahre 1455 erhielt die Stadt das Meilenrecht, 1481 verlor sie jedoch den Sitz der Amtsverwaltung des Amtes Teich, später Rothschloss (Białobrzezie), an das zentral gelegene Dorf Schlottnitz.
Der Niedergang von Nimptsch wurde durch das Wachstum der benachbarten Städte Frankenstein und Reichenbach beschleunigt, die für die Entwicklung bessere Voraussetzungen boten als das eingeengte Städtchen auf dem Berg über der Lohe, das von Adelsgütern umgeben war. Hinzu kam die Lage der Stadt im äußersten Westen des Herzogtums Brieg und am Rande des eigenen Weichbildes; auch war der alte Böhmersteig nicht mehr die einzige Hauptverbindung Böhmens nach Breslau.
Nach den Zerstörungen durch die Hussitenkriege konnte der Wiederaufbau der Stadt erst im 16. Jahrhundert abgeschlossen werden. Die Stadtbefestigung wurde wieder errichtet und das Schloss als sogenannte Hedwigsburg 1585 zur Residenz der Herzöge von Nimptsch umgebaut, das jedoch von den Herzögen von Brieg, die diesen Titel innehatten, zu keiner Zeit genutzt worden ist. Ab 1513 besaß Nimptsch das Marktrecht und 1579 erlangte es das Braurecht. 1534 hielt die Reformation in Nimptsch Einzug. An der Stelle der Adalbertskirche entstand 1612 die evangelische Georgskirche.
Die Phase der Erholung der Stadt wurde durch den Dreißigjährigen Krieg beendet. 1633 wurde Nimptsch durch die Truppen Wallensteins niedergebrannt, nur das Schloss blieb erhalten. Es folgte eine Pestepidemie, nach der 91 der 103 Grundstücke keinen Besitzer mehr hatten. 1642 erfolgte ein Einfall des schwedischen Heeres unter Feldmarschall Torstensson. Mateo Marchese de Moncada y Cardona, kaiserlicher Obrist im Dreißigjährigen Krieg, erschloss 1650 einen Mineralbrunnen zu Nimptsch, der jedoch bald wieder verfiel.
Mit dem Tod des letzten Schlesischen Piasten, Herzog Georg Wilhelm 1675 fielen dessen Herzogtümer Liegnitz, Wohlau und Brieg durch Heimfall an die Krone Böhmen, die seit 1526 die Habsburger innehatte. Anschließend wurde in dem bisher seit der Reformation evangelischen Gebiet die Gegenreformation durchgeführt. Die Errichtung der katholischen Kirchengemeinde, der von 1701 bis 1707 die Stadtkirche St. Peter und Paul zugesprochen war, führte zu einem Streit zwischen beiden Konfessionen in der Stadt. 1712 wurde für die Katholiken am Schloss die Hedwigskirche errichtet.
Ein Stadtbrand zerstörte im Jahre 1735 Teile des Schlosses und die katholische Kirche. Während die Hedwigskirche schon 1736 wieder errichtet wurde, erfolgte der Wiederaufbau des Schlosses erst 1830 als schmuckloses Bauwerk, bei dem vom alten Schloss nur das aus der Renaissancezeit stammende Oktogon mit wertvoller Sgraffitoausgestaltung erhalten blieb.
Nach dem Ersten Schlesischen Krieg 1742 fiel Nimptsch, wie der größte Teil Schlesiens, an Preußen. Während der Napoleonischen Kriege kam es in Nimptsch zwischen 1805 und 1807 mehrfach zu Plünderungen durch Truppen des Rheinbundes. 1853 brannte das Rathaus nieder und im Jahre 1859 wurden erneut Teile der Stadt durch ein Schadfeuer zerstört. Die Stadtkirche St. Peter und Paul, die 1852 wegen Baufälligkeit geschlossen worden war, wurde 1864 im neoromanischen Stil neu errichtet.
1884 erhielt Nimptsch mit der Strecke nach Heidersdorf einen Anschluss an das Eisenbahnnetz, der zugleich eine Fortsetzung der Bahnstrecke Strehlen–Heidersdorf darstellte. 1894 wurde die Strecke bis nach Gnadenfrei verlängert, die einen Anschluss zur Verbindung zwischen Reichenbach und Frankenstein bildete.
Seit der Neugliederung Preußens 1816 war Nimptsch ab 1818 Sitz des gleichnamigen Kreises, der 1932 mit dem Kreis Reichenbach vereinigt wurde, mit dem Nimptsch bis 1945 verbunden blieb. Im Zweiten Weltkrieg wurde in Nimptsch ein Außenlager des KZ Groß-Rosen errichtet.

## 1945 bis zur Gegenwart
Gegen Kriegsende verließen am 6. Mai 1945 die letzten deutschen Truppen die Stadt, die den Krieg unversehrt überstanden hatte. Danach wurde Nimptsch von der Roten Armee besetzt. Im Sommer 1945 wurde Nimptsch zusammen mit fast ganz Schlesien von der sowjetischen Besatzungsmacht unter polnische Verwaltung gestellt und erhielt den polnischen Ortsnamen Niemcza. Die deutschen Bewohner wurden 1945/1946 von der örtlichen polnischen Verwaltungsbehörde aus Nimptsch vertrieben. Die polnischen Neusiedler kamen zum großen Teil aus den im Rahmen der Westverschiebung Polens an die Sowjetunion gefallenen Gebieten aus Ostpolen.
Während der kommunistischen Herrschaft verfielen zahlreiche Gebäude der Stadt. 1964 wurden die Hedwigskirche und das Oktogon des Schlosses abgerissen. Die aus der Barockzeit stammende Inneneinrichtung der Kirche gelangte in das Nationalmuseum Breslau. Die verbliebenen Teile des Schlosses wurden zu einer Fabrik umgebaut. Lediglich die Stadtkirche St. Peter und Paul, die barocken Stadthäuser am Ring und die 1966 erneut restaurierte Stadtbefestigungsanlage blieben ohne größere Schäden erhalten.

## Sehenswürdigkeiten

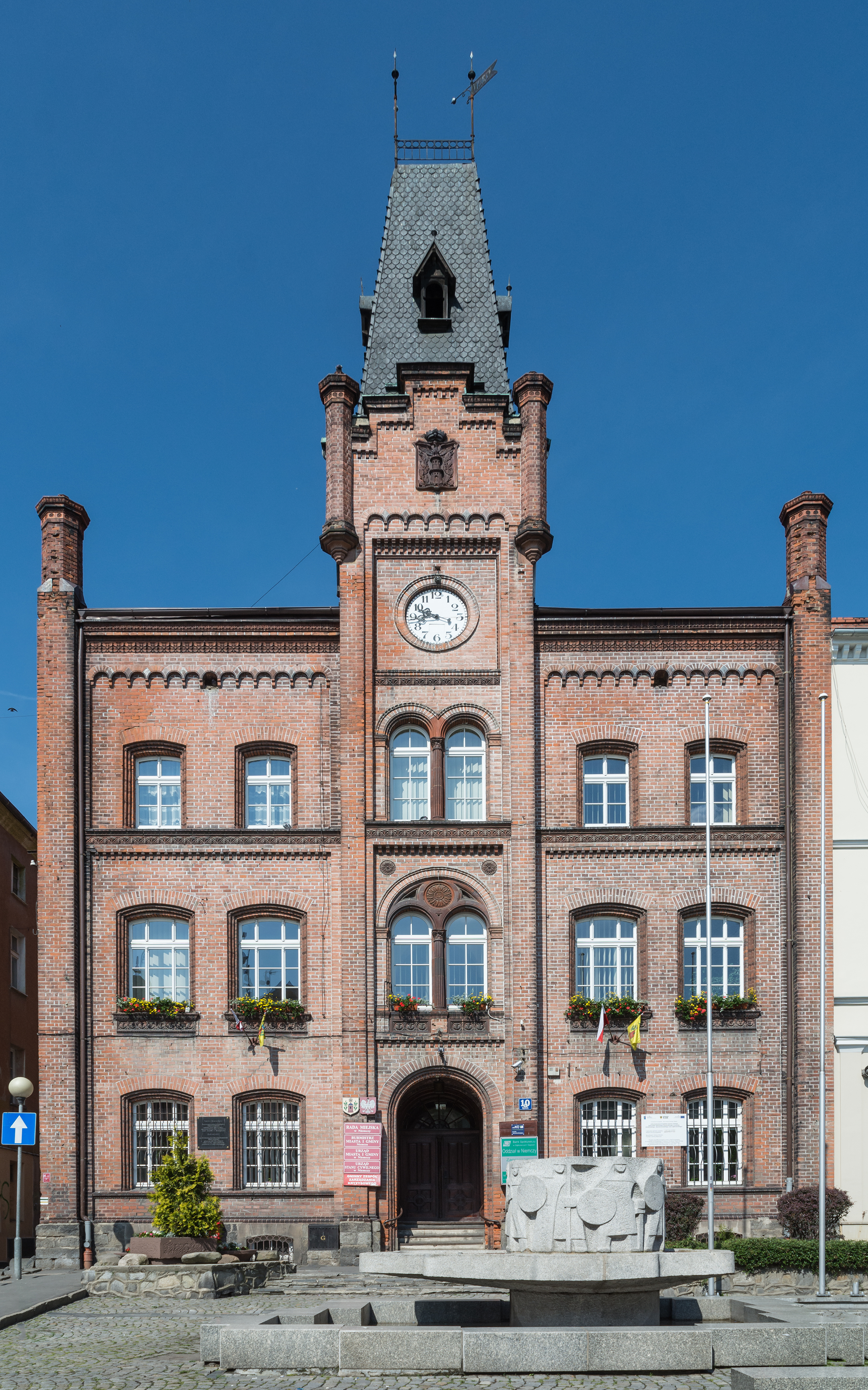
Rathaus

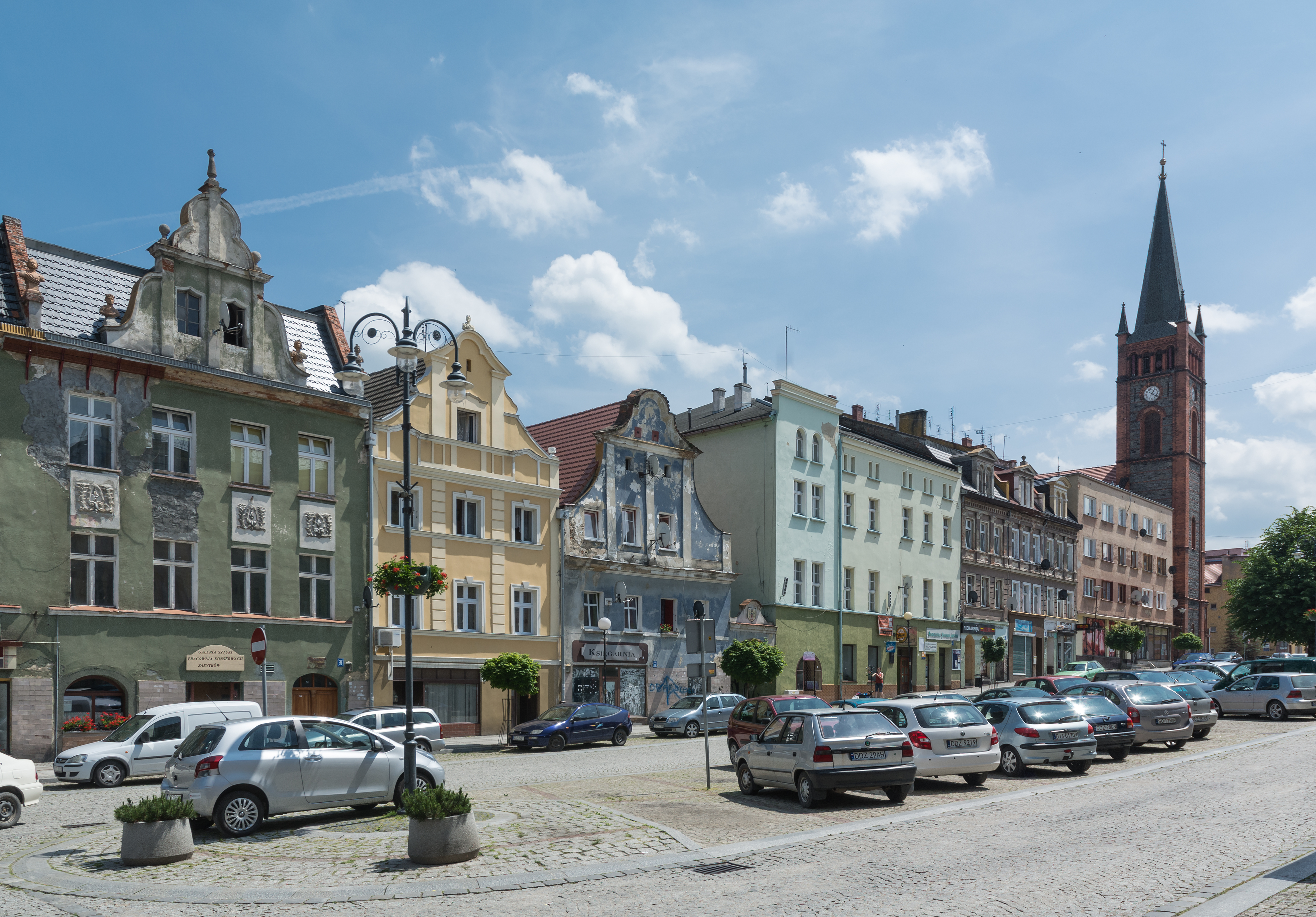
Ring mit barocken Häusern und der Mariä-Empfängnis-Kirche

- Mariä-Empfängnis-Kirche, 1854–1865 nach Entwurf von Friedrich August Stüler.
- Schloss (nach einem Brand in 1830 wiederaufgebaut), mit einem Renaissance-Oktogon mit Sgraffito-Dekoration.
- Neugotisches Rathaus, erbaut 1853–1862 nach Entwurf von Friedrich August Stüler.
- Barocke Häuser am Ring.
- Erhaltende Reste der mittelalterlichen Stadtbefestigung mit Obertorturm.
- Auf dem Friedhof zu Niemcza befindet sich die 1784 errichtete Grabstätte für Friedrich Bernhard von Prittwitz (1720–1793). Die Ruine dieses Mausoleums wurde 2001 restauriert.
- Das Arboretum Wojsławice geht auf den unter Rudolph von Canitz und Dallwitz im Jahre 1825 angelegten Gutspark Woislowitz zurück. Der Dendrologe Fritz von Oheimb gestaltete den 150 ha großen Park zu einem Rhododendronpark, der seit 1977 Bestandteil des Botanischen Gartens der Universität Breslau ist.
- Renaissance-Schloss Guhlau, Fassaden verziert mit Sgraffito.

## Bevölkerungsentwicklung
| 1740 | 1150 |                                                          |  | 1787 | 1256 |  |
| 1825 | 2182 |                                                          |  |      |      |  |
| 1875 | 2069 | [ 6 ]                                                    |  |      |      |  |
| 1880 | 2215 | [ 6 ]                                                    |  |      |      |  |
| 1890 | 2172 | davon 1.645 Evangelische, 716 Katholiken und sechs Juden |  |      |      |  |
| 1905 | 2216 |                                                          |  |      |      |  |
| 1933 | 3214 | [ 6 ]                                                    |  |      |      |  |
| 1939 | 3526 | [ 6 ]                                                    |  |      |      |  |
| 1961 | 2557 |                                                          |  |      |      |  |
| 1970 | 3772 |                                                          |  |      |      |  |
| 2011 | 3144 |                                                          |  |      |      |  |

## Stadtwappen
Das Stadtwappen von Nimptsch zeigt in einem Schild einen Turm, über dem der Schlesische Adler mit dem Silbermond zu sehen ist. Der Turm ist beidseitig von Eichenlaub umgeben.

## Städtepartnerschaften
- Gladenbach, Deutschland (seit 1998)
- Letohrad, Tschechien
- Monteux, Frankreich (seit 2009)

## Gemeinde
Zur Stadt- und Landgemeinde Niemcza gehören die Stadt selbst und sieben Dörfer mit Schulzenämtern.

## Persönlichkeiten
- Friedrich von Logau (1605–1655), Dichter
- Daniel Casper von Lohenstein (1635–1683), Dichter
- Johann Georg Hoffmann (1700–1780), deutscher Organist und Komponist
- Johann Fulde (1718–1796), Musiker und evangelischer Pastor
- Friedrich Bernhard von Prittwitz (1720–1793), Landesältester
- Christian Gregor (1723–1801), Kirchenmusiker
- Carl Gottlob Schmeidler (1772–1838), Maler
- Friedrich Hoffmann (1820–1863), Psychiater
- Erich Joachim (1851–1923), Archivar
- Georg Schuster-Woldan (1864–1933), Maler und Grafiker
- Heinrich Wolff (1875–1940), Grafiker
- Fritz Heinrich Geburtig (1883–1952), Erfinder
- Alfred Loeser (1887–1962), Arzt
- Hermann Wennrich (1892–1974), Bundesrichter
- Ernst Schenke (1896–1982), Mundartdichter
- Wilhelm Bayer (1900–1972), Pädiater und NS-Verbrecher im Rahmen der Kinder-Euthanasie
- Carl Wiggert (1903–1983), Landwirt, Verwaltungsjurist und Bankier
- Gottfried Klapper (1917–2003), deutscher Theologe
- Wendelin Kusche (1926–2003), deutscher Maler
- Heinz Dietrich (1927–2014), Sportfunktionär
- Werner Hubrich (1934–2019), Politiker (CDU)
- Jo Brauner (* 1937), Nachrichtensprecher
- Hans-Friedrich von Ploetz (* 1940), Jurist und Diplomat
- Sigmar Wittig (* 1940), Forscher und Hochschullehrer
- Katja Ebstein (* 1945), Sängerin und Schauspielerin
- Paweł Sibik (* 1971), Fußballspieler